# سسنا تی-۴۱ مسکالرو
سسنا تی-۴۱ مسکالرو (به انگلیسی: Cessna T-41 Mescalero) یک هواگرد ساختِ کارخانهٔ سسنا در کشور ایالات متحده آمریکا است که در سال ۱۹۶۴-۱۹۹۶ ساخته شد. نخستین استفاده‌کنندهٔ این هواپیما نیروی هوایی ایالات متحده آمریکا بوده‌است.